# Pomarolo
Pomarolo é uma comuna italiana da região do Trentino-Alto Ádige, província de Trento, com cerca de 2.125 habitantes. Estende-se por uma área de 9 km², tendo uma densidade populacional de 236 hab/km². Faz divisa com Cimone, Aldeno, Villa Lagarina, Nomi, Volano e Rovereto.